# 13185 Agasthenes
A 13185 Agasthenes (ideiglenes jelöléssel 1996 TH52) egy kisbolygó a Naprendszerben. Eric Walter Elst fedezte fel 1996. október 5-én.